# 泰姆尼夫卡
49°47′52″N 36°20′53″E / 49.79778°N 36.34806°E

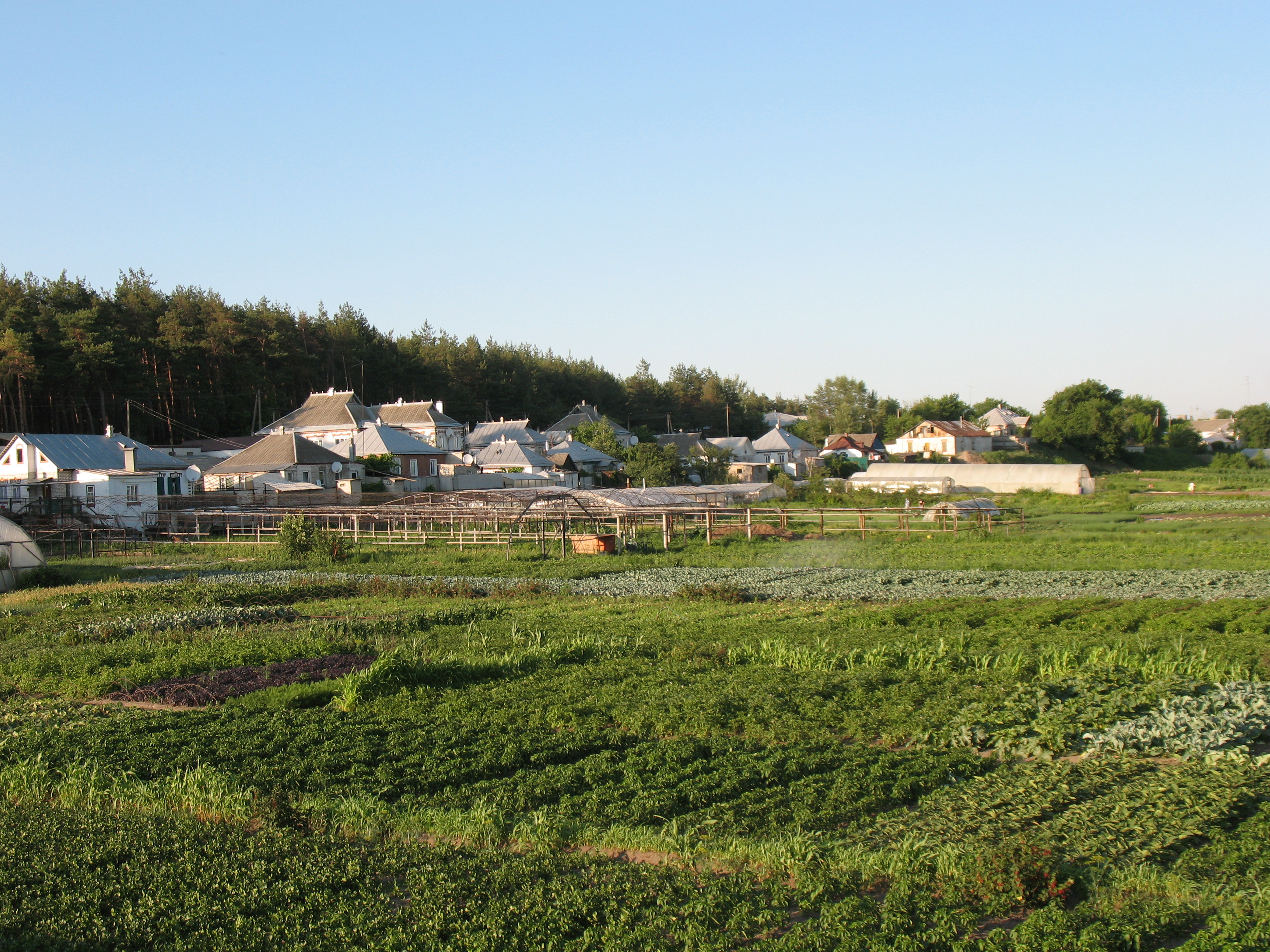

泰姆尼夫卡（烏克蘭語：Темнівка）是位於烏克蘭東部的村莊，由哈爾科夫州哈爾科夫區的貝茲柳季夫卡市鎮負責管轄。該村始建於1638年，面積0.41平方公里，海拔高度108米，2001年人口410，人口密度每平方公里1,000人。